# Cantón de Sauveterre-de-Guyenne
El cantón de Sauveterre-de-Guyenne era una división administrativa francesa, que estaba situada en el departamento de Gironda y la región de Aquitania.

## Composición
El cantón estaba formado por diecisiete comunas:
- Blasimon
- Castelviel
- Cleyrac
- Coirac
- Daubèze
- Gornac
- Mauriac
- Mérignas
- Mourens
- Ruch
- Saint-Brice
- Saint-Félix-de-Foncaude
- Saint-Hilaire-du-Bois
- Saint-Martin-de-Lerm
- Saint-Martin-du-Puy
- Saint-Sulpice-de-Pommiers
- Sauveterre-de-Guyenne

## Supresión del cantón de Sauveterre-de-Guyenne
En aplicación del Decreto n.º 2014-192 de 20 de febrero de 2014, el cantón de Sauveterre-de-Guyenne fue suprimido el 22 de marzo de 2015 y sus 17 comunas pasaron a formar parte; catorce del nuevo cantón de La Réole y las Bastidas y tres del nuevo cantón de Entre dos Mares.